# 李浚 (光緒進士)
李浚（?—?），順天府寶坻縣人，清朝政治人物、同進士出身。
光緒九年（1883年），参加癸未科殿試，登進士三甲33名。同年五月，著以主事分部学习。